# Julius Wachter

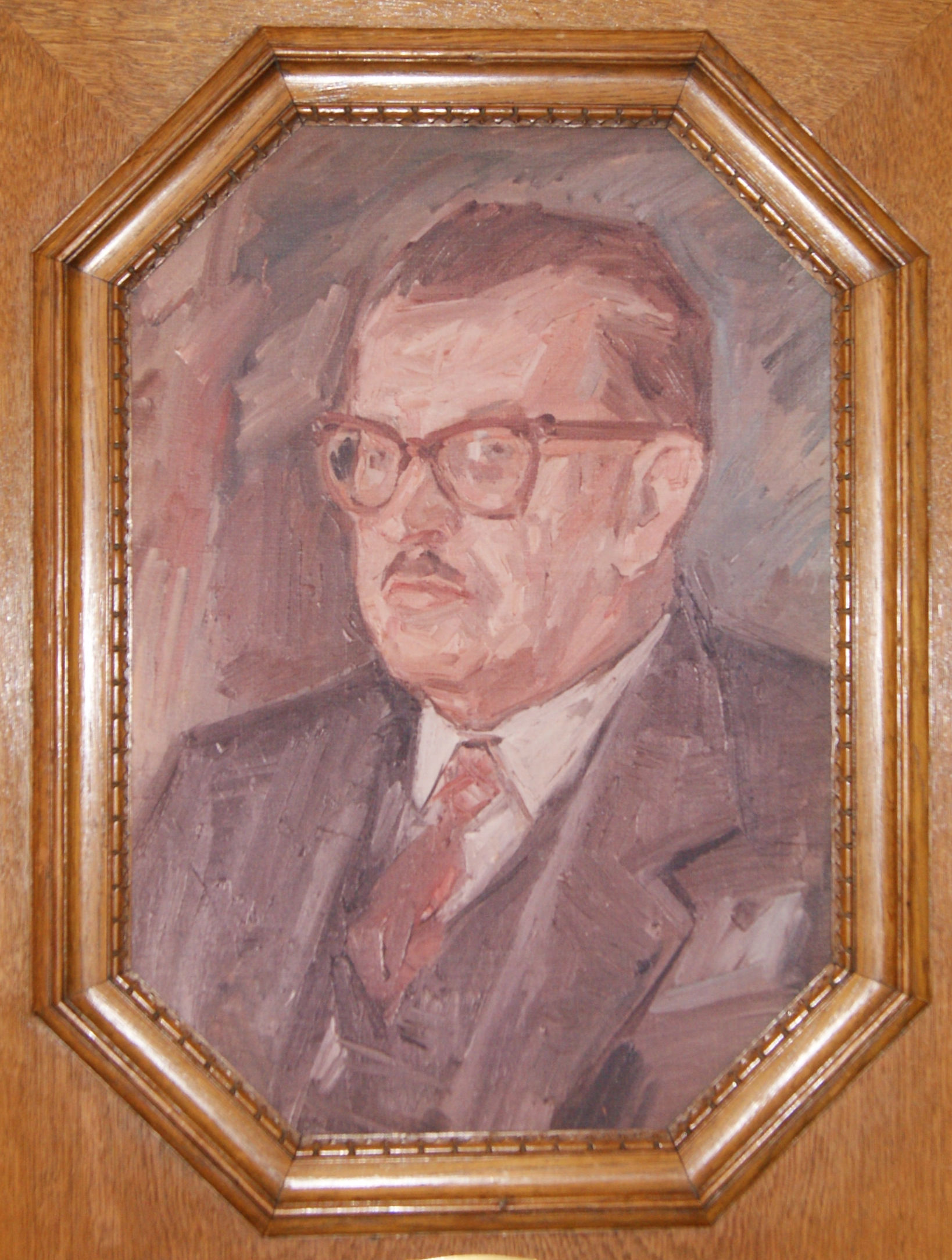
Julius Wachter, Gemälde in der Bürgermeistergalerie im Rathaus von Bregenz

Julius Wachter (* 11. April 1899 in Wolfurt; † 16. März 1986 in Bregenz) war ein österreichischer Politiker und Bürgermeister der Landeshauptstadt Bregenz (Vorarlberg).

## Leben
Julius Wachter wurde als eheliches Kind des Matthias Wachter (Bürgermeister von Bregenz 1929 bis 1938) geboren. Als 18-Jähriger wurde er zum 4. Tiroler Kaiserjägerregiment eingezogen, erhielt eine Offiziersausbildung und war im Ersten Weltkrieg in Italien eingesetzt und geriet in italienische Kriegsgefangenschaft.
Im Zweiten Weltkrieg wurde er zur Wehrmacht eingezogen.

## Schulbildung
Wachter besuchte 1905 bis 1908 die Volksschule und ab 1910 das Gymnasium in Bregenz. Wachter war ein Klassenkamerad von Hans David Elkan (* 1900), der am 23. Juli 1944 von den Nationalsozialisten in Theresienstadt ermordet wurde. Im Herbst 1919 begann Wachter ein Studium an der Rechts- und Staatswissenschaftlichen Fakultät der Universität Innsbruck und promovierte 1923 (Dr. iur).

## Tätigkeiten

### Geschäftliche Tätigkeit
Nach der Gerichtspraxis am Handelsgericht in Wien 1924 trat er in die Eisen- und Kohlengroßhandelsfirma Pircher GmbH in Bregenz ein, deren Geschäftsführer und ab 1940 auch Prokurist er in weiterer Folge wurde. Wachter war der Schwiegersohn von Stefan Kohler, der 1896 in die familieneigene Firma Pircher in Bregenz eingetreten war und 1912 Nachfolger seines Onkels, Carl Bernhard Schwärzler (20. August 1844 – 28. November 1912), wurde. Stefan Kohler leitete das Unternehmen bis zu seinem Tod (22. April 1951) als geschäftsführender Gesellschafter gemeinsam mit dem Sohn von Carl Bernhard Schwärzler, Karl Anton Schwärzler (24. März 1881 – 29. Dezember 1963).
Wachter war auch zeitweise Präsident des Aufsichtsrates der Gebrüder Böhler AG und der Schoeller & Bleckmann AG. Er war auch Präsident der Pfänderbahn und des Österreichischen Rheinschiffer-Verbandes sowie Vorsitzender der Sparkasse Bregenz.

### Politische Tätigkeit
Wachter war ab 1933/34 in der Vaterländischen Front (VF) und von 1936 bis 1938 deren Landesführerstellvertreter und Finanzreferent für Vorarlberg.
Ursprünglich war als erster Bürgermeister von Bregenz in der Nachkriegszeit der Schwiegervater von Julius Wachter, (Gebhard) Stefan Kohler, vorgesehen und wurde dieser den französischen Alliierten vorgeschlagen. Wegen einer Verwechslung aufgrund einer Namensgleichheit, wurde jedoch Stefan Kohler, Zahnarzt, am 30. Mai 1945 für 15 Tage zum ersten Bürgermeister der Landeshauptstadt in der Nachkriegszeit bestellt. Diesem folgte dann Julius Wachter nach, der ebenfalls von den französischen Alliierten zum Bürgermeister von Bregenz ernannt wurde. Er trat das Amt am 13. Juni 1945 an. Am 25. November 1945 wurde er nach allgemeinen Wahlen vom Bregenzer Gemeinderat am 18. Dezember 1945 zum Bürgermeister gewählt und übte das Amt bis zum 25. April 1947 aus.
In seiner Amtszeit engagierte er sich auch im Aktionskomitee des Alpenländischen demokratischen Bundes zur Schaffung eines Alpen-Donaustaates (Alpenländischer Bund bzw. Union alpine) aus (West-)Österreich, Liechtenstein und dem katholischen Süddeutschland. Ein Projekt, das jedoch keinen nachhaltigen politischen Rückhalt fand und nicht den Plänen der Alliierten für das Nachkriegseuropa entsprach.

### Sonstiges
Wachter war in Funktionen in der Bundeskammer der gewerblichen Wirtschaft sowie in der Kammer der gewerblichen Wirtschaft von Vorarlberg.

## Bregenzer Festspiele
Während der Funktionsperiode von Wachter als Bürgermeister wurde von ihm und dem Stadtrat Adolf Salzmann die Idee aufgegriffen und gefördert, die Bregenzer Festwochen durchzuführen. Aus diesen entwickelten sich die Bregenzer Festspiele. In weiterer Folge war Wachter bei den Bregenzer Festspielen Präsident der Festspielgemeinde von 1949 bis 1963 sowie Finanzreferent.

## Ehrung
1961 erhielt er den Anton-Bruckner-Ring. Wachter wurde zum Ehrenbürger der Stadt Bregenz ernannt. Es wurde am 24. April 2008 in Bregenz ein Weg nach ihm benannt. Für seine geschäftliche Tätigkeiten erhielt er den Titel Kommerzialrat.